# Oulunsalo
Koordinaten: 64° 56′ N, 25° 25′ O

Wappen von Oulunsalo

Oulunsalo [ˈɔu̯lunsɑlɔ] (schwedisch historisch Uleåsalo) ist ein Ort und eine ehemalige Gemeinde im Nordwesten Finnlands. Oulunsalo gehörte zur Verwaltungsgemeinschaft Oulu. Sie ist ein südwestlicher Vorort der Stadt Oulu. Oulunsalo ist ausschließlich finnischsprachig. Seit dem 1. Januar 2013 ist Oulunsalo Teil der Stadtgemeinde Oulu.
Die ehemalige Gemeinde bedeckt eine Fläche von 211,24 km², davon sind 0,92 km² Binnenwasserfläche und 126,95 km² Meereswasserfläche. Die ehemals selbstständige Gemeinde hatte die Gemeindenummer 567. Zum Zeitpunkt der Auflösung der Gemeinde am 31. Dezember 2012 hatte sie 9878 Einwohner, die Bevölkerungsdichte betrug 118,5 Ew./km².
Die ehemalige Gemeinde umfasst eine Halbinsel im Bottnischen Meerbusen, die noch bis etwa 1880 eine Insel war, bis sich durch den nachzeitlichen Kontinentalhub die Meeresenge schloss, die sie vom Festland trennte. Als politische Einheit bestand sie seit 1882 und umfasste neben dem Kirchdorf Oulunsalo die Orte Keskipiiri, Koura, Kylänpuoli, Pajuniemi, Peuhu, Pitkäkangas, Salonpää und Varjakka.
In Oulunsalo befindet sich der Flughafen Oulu, nach Helsinki-Vantaa der Flughafen mit dem zweithöchsten Passagieraufkommen in Finnland. Neben dem Flughafen sind die Hauptarbeitgeber die Gemeinde sowie das 2005 eröffnete Einkaufszentrum Kapteeni. Wie im gesamten Großraum Oulu haben sich auch zahlreiche IT-Unternehmen angesiedelt.
Oulunsalo ist ein Zentrum des Laestadianismus. Viele Unternehmen in der Stadt werden von Mitgliedern dieser protestantischen Erweckungsbewegung geführt. Im kulturellen Leben der Gemeinde sind sie prägend. Auf die hohe Kinderzahl leastadianischer Familien ist zum Teil auch das weit unterdurchschnittliche Durchschnittsalter der Bevölkerung zurückzuführen, das bei etwa 30 Jahren liegt. Ein anderer Faktor ist der durch das starke Wirtschaftswachstum der letzten Jahre bedingte Zuzug vor allem aus dem finnischen Binnenland.
Zu den wenigen älteren Bauten zählt die 1891 vom Architekten Julius Basilier errichtete Holzkirche und eine Holzhäusersiedlung auf der Insel Varjakka. Die Südküste umgrenzt die Meeresbucht Liminganlahti, eines der bedeutendsten Vogelreviere Finnlands.

## Weblinks

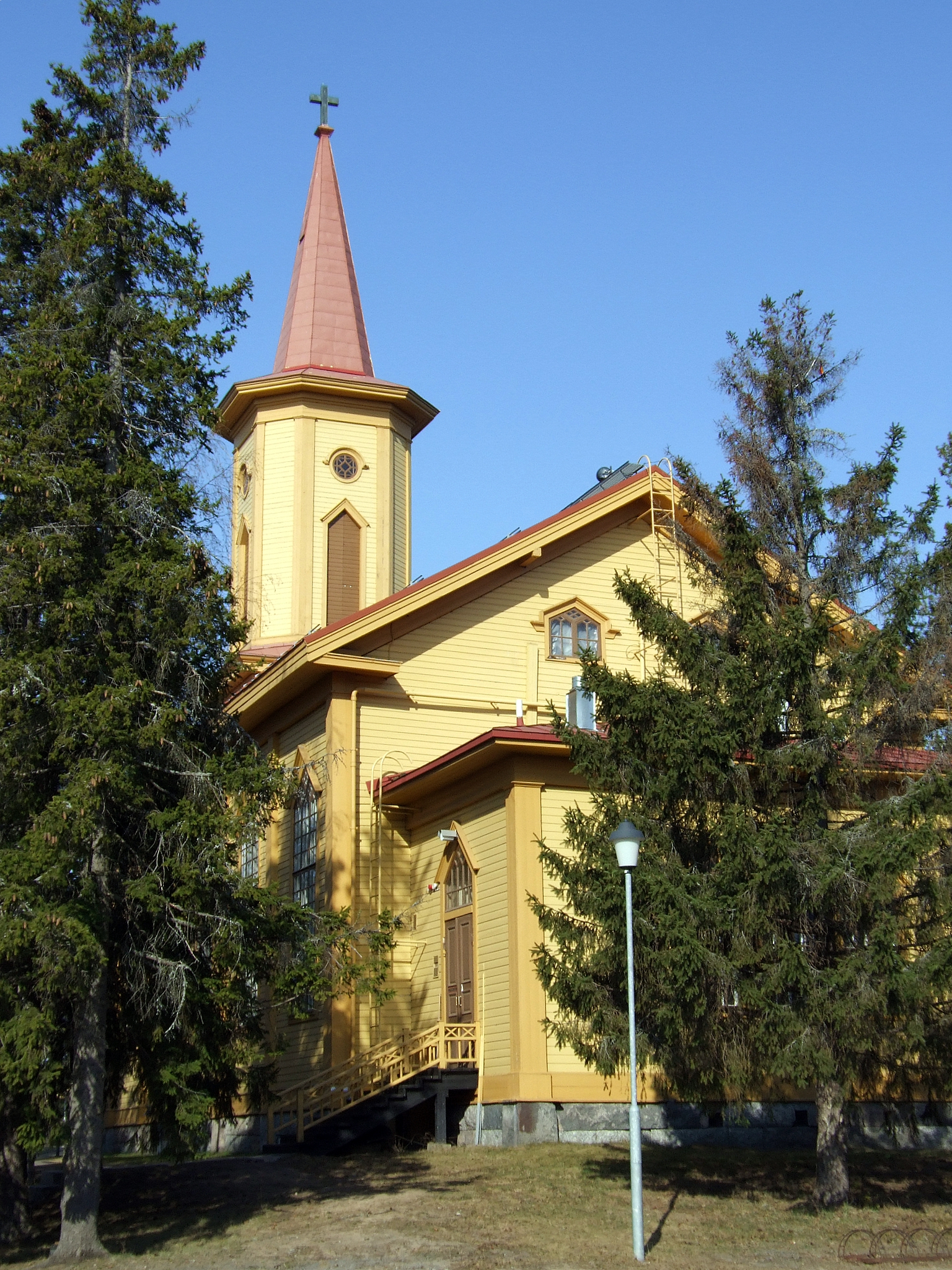
Die Holzkirche von 1891
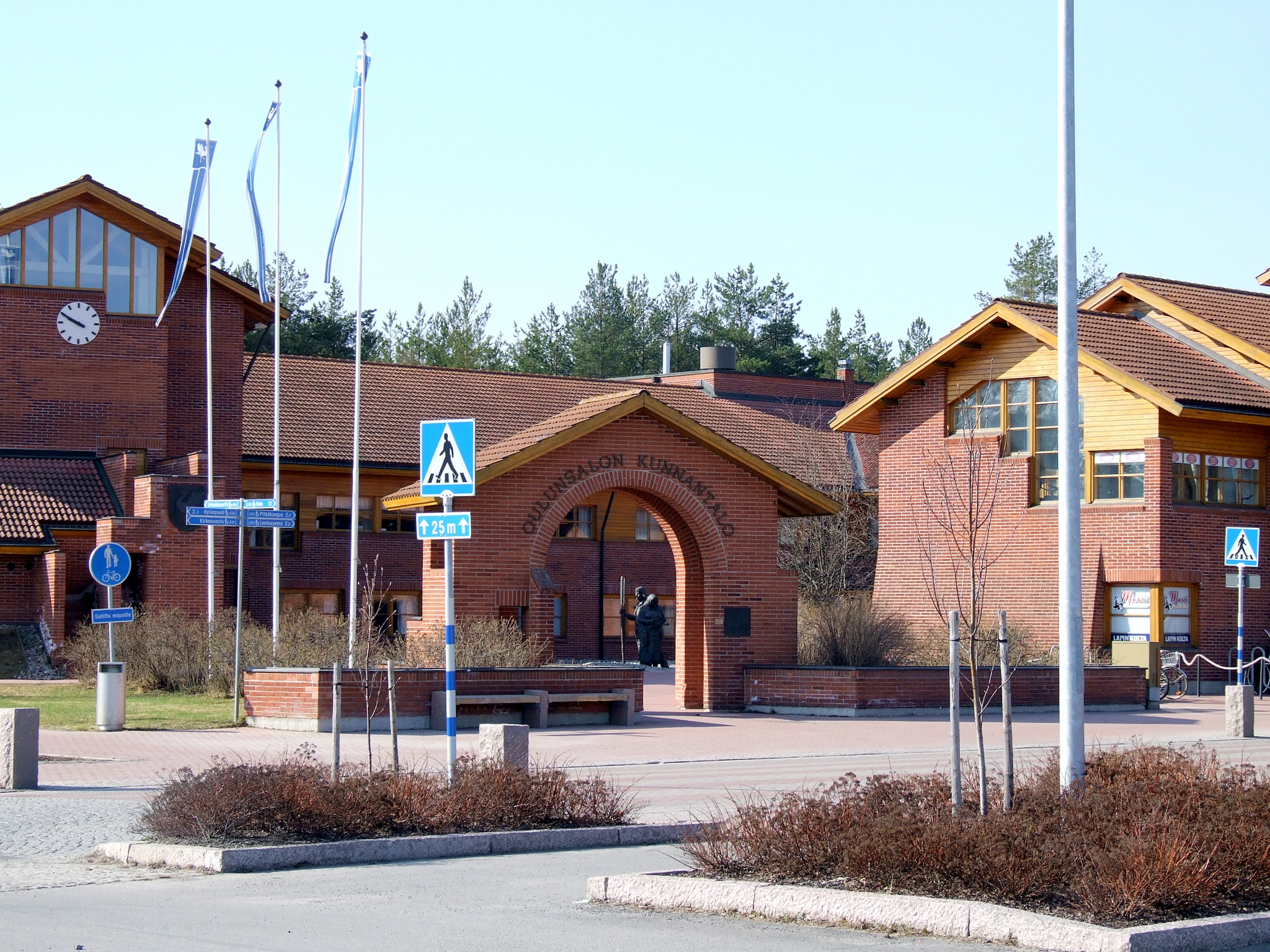
Gemeindehaus
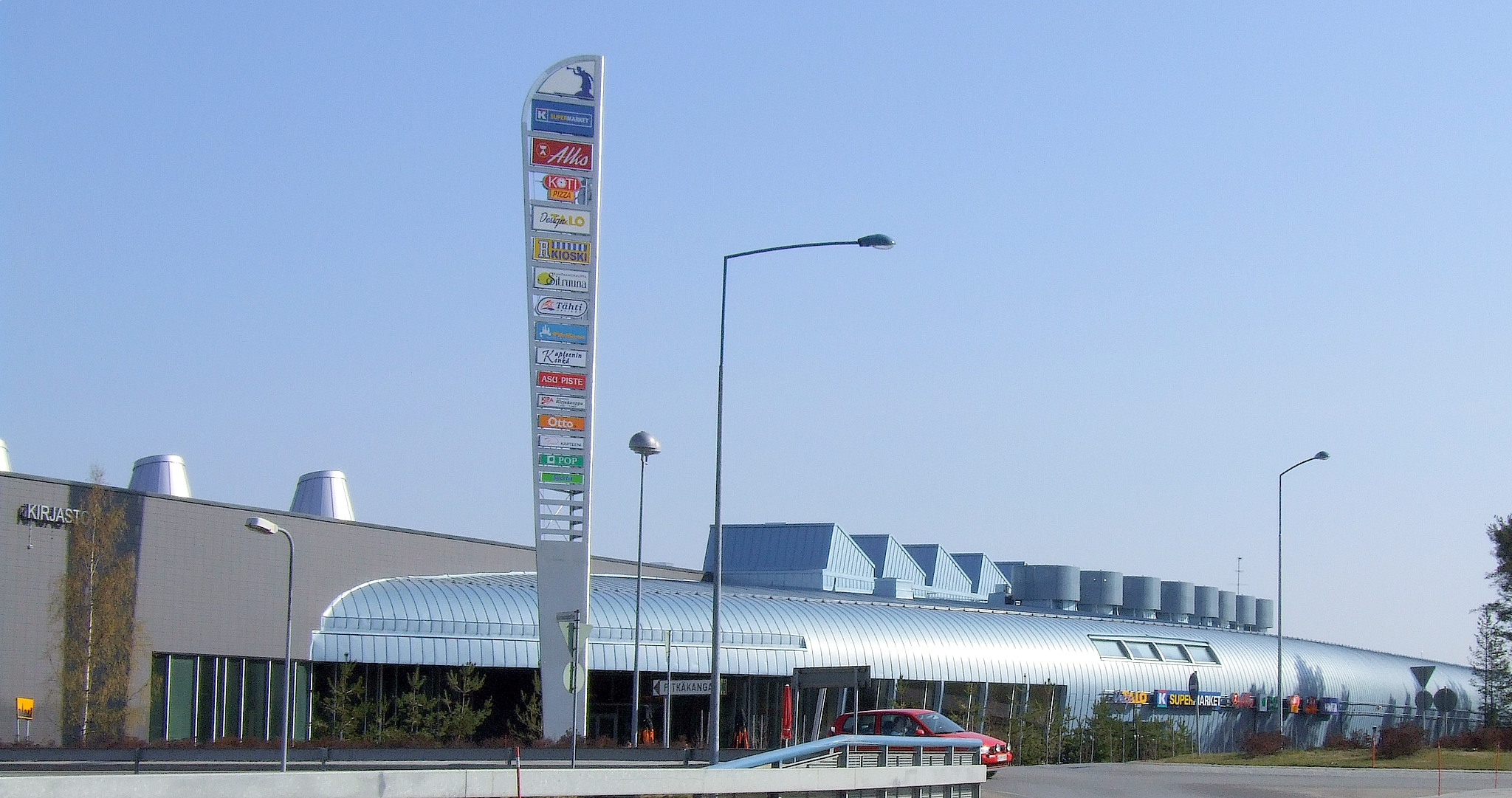
Einkaufszentrum Kapteeni
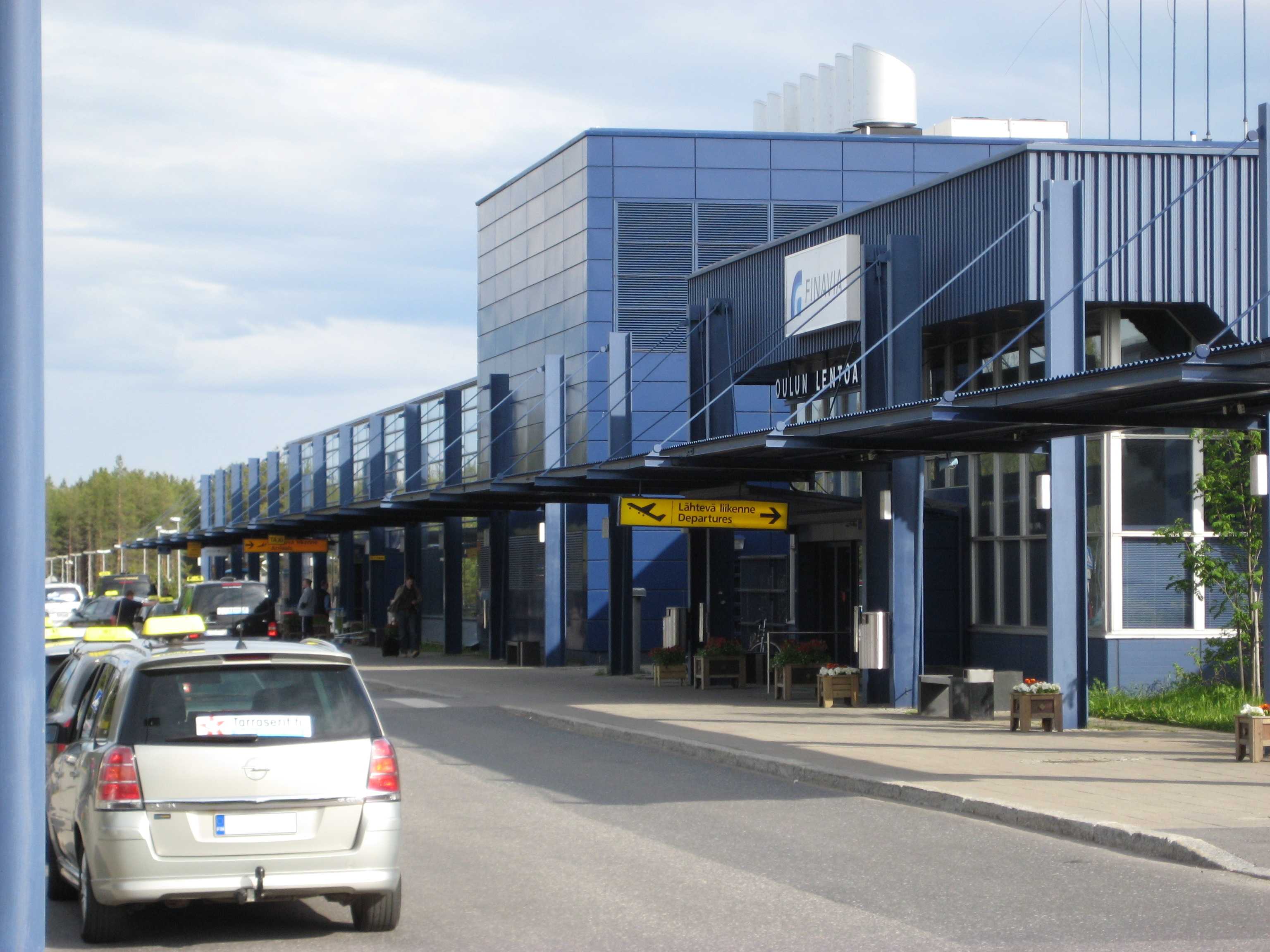
Flughafen Oulu

## Persönlichkeiten
- Hanna Sarkkinen (* 1988), Politikerin